# Prempur Gunahi
Prempur Gunahi – gaun wikas samiti w środkowej części Nepalu  w strefie Narajani w dystrykcie Rautahat. Według nepalskiego spisu powszechnego z 2001 roku liczył on 872 gospodarstw domowych i 5748 mieszkańców (2760 kobiet i 2988 mężczyzn).